# Markus Bière
Pour les articles homonymes, voir Markus.

Markus Bière est une marque de la Brasserie du Val de Drôme et produit des bières artisanales non filtrées et non pasteurisées brassées en France dans le village de Cléon-d'Andran en Drôme Provençale.
Le symbole de la bière est un hippopotame, en référence à une légende selon laquelle un hippopotame se serait perdu dans le village et aurait été découvert par un certain Markus.

## Les bières
Il existe plusieurs bières différentes :
- Markus Bière blonde ;
- Markus Bière brune ;
- Markus Bière ambrée ;
- Markus Bière blanche ;
- Bières de saison (Hivernale, Printanière et Estivale) ;
- Bière Prestige aux céréales, une bière triple à 9° ;
- Une ambrée au gingembre, la Fauve.
  - Une bière IPA ainsi que plusieurs bières éphémères.

Fort de son savoir faire, MARKUS se diversifie, après le succès de la limonade artisanale, deux nouveaux produits sont produits à Cléon: Un Cola et un Tonic artisanaux, qui rencontrent déjà un grand succès auprès de la clientèle.

## Prix
Elle a reçu le prix du fourquet d'Argent pour sa bière « Prestige », ambrée, au salon de la bière à Saint-Nicolas-de-Port.

## Histoire
Créée en 2001, la brasserie a été reprise en 2015 par Olivier Gobert et Valérie Desbos.
C'est en 2004 qu'elle s'est installée à Saou., avant de déménager sur un nouveau site de production en Drôme provençale à Cléon-d'Andran en 2020.
En 2016, elle fait partie des produits locaux commandés régulièrement par les supermarchés de la région.